# Исидора Поповић
Исидора Поповић (Нови Сад, 12. 1. 1981) српски је театролог и историчар књижевности.

## Биографија
Отац Ђорђе Милић, мајка Љиљана рођ. Кнежевић. Завршила основну школу "Јован Поповић" у Новом Саду као ђак генерације. Похађала гимназију "Исидора Секулић" одакле је после завршеног трећег разреда уписала Акдемију уметности у Новом Саду. Матурирала је ванредно у Београду. Дипломирала је на Катедри за глуму Академије уметности у Новом Саду у класи Петра Банићевића. Магистрирала је (2005) и докторирала (2013) на Одсеку за српску књижевност Филозофског факултета.
Радила је као хонорарни сарадник Радио телевизије Војводине.
Чланица је уредништва часописа за позоришну уметност Сцена.
Део је уметничког савета Српског народног позоришта.
Учествовала је на неколико научних скупова у Србији и иностранству.
Од 2005. запослена је у Матици српској, прво у Лексикографском а после у Рукописном одељењу на месту вишег архивисте.
Она је ауторка Књиге Стеријиних рукописа за коју је Матица српска на новосадском Салону књига 2009. добила награду за издавачки подухват године.
Поповићева је осмислила и приредила део сталне поставке Музеја Јована Стерије Поповића у Вршцу.
Вишегодишњи је водитељ Округлог стола фестивала Стеријино позорје (са Игором Бурићем 2013. и Влатком Илићем 2020. и 2021)
Приредила је Сабране драме Јоакима Вујића, међу којима су и оне које до сада нису објављиване а чувају се као рукописи у Архиву Српске академије наука и уметности.
У фокусу њених чланака и радова је развој српске драмске књижевности.

## Дела
Приређено током рада у Матици српској
- "Милош Лазаревић и његов однос према Вуку Караџићу", Свеске Матице српске, серија књижевности језика, св.12, Нови Сад 2005 (као Исидора Милић) [7]
- „Књига Стеријиних рукописа“ (2006 – 2008)[1]
- „Проучавање, редиговање и објављивање српске позоришне баштине до 1918. године“[1]
- „Драмска баштина у Матици српској“[1]
- „Драме анонимних аутора у Рукописном одељењу Матице српске“[1]
- „Матица српска и Српско народно позориште“[1]
- „Грађа о позоришту у тзв. Сегединској архиви Рукописног одељења Матице српске“[1]
- (Пред)историја веселих позорја, Нови Сад 2014 [8]
- "Викентије Ракић" у: "Герасим Зелић, Викентије Ракић, Герасим Зелић", Антологијска едиција "Десет векова српске књижевности", књ. 18, Нови Сад 2016 (са Боривој Чалић)[9][10]
- Фотер: Јован Ђорђевић и Српско народно позориште кроз одабране изворе, Нови Сад 2017 (приређено са Бранислав О. Поповић)[11]
- "Божидар Ковачек: Из Талијине радионице", Нови Сад 2021 [12]
- Јоаким Вујић, Сабране драме, Нови Сад 2022.